# Anthony van Haersolte (1756-1830)
Pour les articles homonymes, voir Anthony van Haersolte.
Anthony Frederik Robbert Evert van Haersolte, né le 19 août 1756 à Zutphen et mort le 14 juillet 1830 à Arnhem, est un homme politique néerlandais, membre de la Régence d'État, l'organe exécutif de la République batave, de 1801 à 1805.

## Biographie
Anthony van Haersolte est un patriote lorsqu'éclate la Révolution batave en 1780. L'année suivante, il devient bourgmestre de Harderwijk, en Gueldre. Il devient en 1789 receveur général de la Veluwe.
Le 14 août 1798, il entre au directoire batave. Mécontent du fonctionnement de la République batave, il est à l'origine, avec Gerrit Jan Pijman, Augustijn Besier et l'ambassadeur français Sémonville, d'une réforme constitutionnelle puis d'un coup d'État établissant la Régence d'État le 16 octobre 1801. Il reste membre de la Régence d'État jusqu'à sa dissolution le 29 avril 1805 et son remplacement par Rutger Jan Schimmelpenninck, devenu grand-pensionnaire de la République batave. 
Il retourne alors à son office de receveur général de la Veluwe jusqu'en 1823.
Le roi des Pays-Bas Guillaume Ier le fait chevalier en 1814 et baron de Staverden en 1819.
Il est le frère de Anthony Coenraad Willem van Haersolte et Johan Willem Simon van Haersolte, députés à l'assemblée nationale batave.